# San Antonio (Belize)
San Antonio – miasto w Belize, w dystrykcie Cayo. W 2000 roku, miasto zamieszkiwało 2124 osób.